# Dodda Agrahara, Sira
Dodda Agrahara là một làng thuộc tehsil Sira, huyện Tumkur, bang Karnataka, Ấn Độ.